# Malé Leváre
Malé Leváre je naseljeno mjesto u okrugu Malacky u Bratislavskom kraju u Slovačkoj.

## Stanovništvo
| Godina:     | 1993. | 2003.    | 2013.   | 2023.    |
| ----------- | ----- | -------- | ------- | -------- |
| Broj ljudi: | 955   | 1077     | 1150    | 1772     |
| Razlika:    |       | +12,77 % | +6,77 % | +54,08 % |

| Godina:     | 2022. | 2023.   |
| ----------- | ----- | ------- |
| Broj ljudi: | 1739  | 1772    |
| Razlika:    |       | +1,89 % |

Prema podatcima o broju stanovnika iz 2023. godine naselje je imalo 1772 stanovnika.

## Vanjske poveznice
|  | Zajednički poslužitelj ima još gradiva o temi Malé Leváre |

- Službena stranica naselja (sl.)